# Matewan
Matewan – miasto w Stanach Zjednoczonych, w stanie Wirginia Zachodnia, w hrabstwie Mingo.